# Svitlana Sjmidt
Svitlana Sjmidt (ukrainska: Світлана Володимирівна Шмідт), 20 mars 1990 Mariupol, Ukrainska SSR, Sovjetunionen, är en ukrainsk friidrottare som tävlar i långdistanslöpning. 